# Pratt & Whitney R-4360 Wasp Major
Predloga:Infobox Aircraft Engine
Pratt & Whitney R-4360 Wasp Major je velik štirivrstni 28-valjni zvezdasti letalski motor. Je zračno hlajen in ima motorsko gnani polnilnik. Razvit je bil v Drugi svetovni vojni in je zadnji iz serije Pratt & Whitney Wasp. Predsavlja vrhunec ravzoja te vrste motorjev, sicer ni služil v Drugi svetovni vojni, je pa poganjal predvsem vojaška letala, preden so se pojavili turbopropelerski  in reaktivni motorji.
R-4360 ima 28-valjevv štirih vrstah. Zaradi te izvedbe ima vzdevek "corncob" - kuruzni storž. Vsaka vrsta je razvrščena tako, da lahko zrak  hladi vse štiri vrste. Propeler je povezan z reduktorjem z razmerjem 0,375:1, zato da niso konice propelerja presegle hitrosti zvoka.
Motor je bilo zanesljiv, vendar pa je zahteval veliko vzdrževanja. Nepravilni zagon je lahko zalil vseh 56 vžigalnihi svečk, kar je zahtevalo ure za očiščenje oziroma zamenjavo. Čas med generalno obnovo motorja je bil 600 ur.
Izdelali so 18 697 motorjev.

## Različice
- R-4360-4 - 2 650 KM (1 976 kW)
- R-4360-20 - 3 500 KM (2 610 kW)
- R-4360-25 - 3 000 KM (2 237 kW)
- R-4360-41 - 3 500 KM (2 610 kW)
- R-4360-51 VDT 4 300 KM (3 210 kW)
- R-4360-53 - 3 800 KM (2 834 kW)
- R-4360-B3 - 3 500 KM (2 610 kW)
- R-4360-B6 - 3 500 KM (2 610 kW)

## Uporaba
- Aero Spacelines Mini Guppy
- Aero Spacelines Pregnant Guppy
- Boeing 377 Stratocruiser
- Boeing B-50 Superfortress
- Boeing C-97 Stratofreighter
- Boeing KC-97 Stratotanker
- Boeing XF8B
- Boeing XB-44 Superfortress
- Convair B-36
- Convair XC-99
- Curtiss XBTC
- Douglas C-74 Globemaster
- Douglas C-124 Globemaster II
- Douglas TB2D Skypirate
- Fairchild C-119 Flying Boxcar
- Fairchild C-120 Packplane
- Goodyear F2G Corsair
- Hughes H-4 Hercules ("Spruce Goose")
- Hughes XF-11
- Lockheed R6V Constitution
- Martin AM Mauler
- Martin JRM Mars
- Martin P4M Mercator
- Northrop YB-35
- Republic XP-72
- Republic XF-12 Rainbow
- SNCASE SE-2010 Armagnac
- Vultee XA-41

## Tehnične specifikacije
- R-4360-51VDT

- Tip: štiri vrstni 28-valnji zvezdasti motor
- Premer valja: 5,75 inches (146 mm).
- Hod valja: 6,00 inches (152 mm).
- Delovna prostornina: 4362,5 cubic inches (71 489 cm3).
- Dolžina:  96,5 inches (2 450 mm).
- Premer: 55 inches (1 400 mm).
- Teža: 3 870 pounds (1 760 kg).

- Izvedba ventilov: odmična gred, dva ventila na cilinder
- Polnilnik: enostopenjski centrifugalni
- Trubopolnilnik: General Electric CHM-2
- Vplinjač: Bendix-Stromberg PR-100E2 vplinjač
- Gorivo: 100/130; 115/145
- Hlajenje: zračno

- Moč: 4 300 hp (3,2 MW)
- Specifična moč:0,99 hp/in³ (44,9 kW/L)
- Kompresijsko razmerje: 6,7 : 1
- Razmerje moč/teža: 1,11 KM/lb (1,83 kW/kg)